# Pierre Bellemare
Pierre Bellemare (Boulogne-Billancourt, 21 d'octubre de 1929 - Suresnes, 26 de maig de 2018) fou un escriptor, locutor de ràdio, presentador i productor de televisió francès, un dels pioners de la televisió i la ràdio a França. Gran afeccionat al futbol, també participà en la creació el 1970 del club Paris Saint-Germain Football Club.

## Biografia
Va estudiar al collège Sainte-Barbe i a l'École alsacienne de París. Durant l'ocupació alemanya de França en la Segona Guerra Mundial va formar part del grup d'escoltes clandestí de la seva parròquia, els Compagnons de Saint-Dominique. El 1945 va formar part del grup que acollí a l'hôtel Lutetia a alliberats dels camps de concentració. Recentment casat i sense poder trobar feina, va començar a treballar pel seu germà Pierre Hiegel a Radio Service, una societat provada que produïa les emissions per Radio Luxembourg. El 1948 va entrar com a tècnic auxiliar a la Radiodiffusion Française. Allí va conèixer Jacques Antoine, aleshores director de Radio Service i encarregat de l'emissió de La Chasse aux trésors, qui el 1950 li va confiar l'animació d'una emissió radiofònica a Europe 1 i el 1954 del concurs televisiu Télé Match. El 1955 li va proposar animar a Europe 1, amb Louis Merlin, l'emissió Vous êtes formidables que proposa apel·lar a la solidaritat dels oients per ajudar els sense sostre. L'èxit del programa el portarà a dirigir després Les Dossiers extraordinaires, Les Dossiers d'Interpol, Histoires vraies, etc. De 1969 a 1986 va produir i animar la sessió d'11-13 hores a Europe 1 amb els programes Déjeuner Show, La Corbeille, 20 millions cash o Le Sisco. El 1976 fou nomenat breument director general adjunt de l'emissora, però va dimitir al cap d'uns mesos.
El 1957, després d'un curt viatge als Estats Units, va importar l'ús del teleprompter a França. El 1960 va produir un dels programes més populars de la televisió francesa, La Tête et les Jambes, emès per RTF Télévision i la primera cadena de l'ORTF, i va continuar la seva emissió amb alguns alts i baixos fins 1976.
Durant els anys 1960-1970 va encadenar l'emissió de programes famosos com La Caméra invisible, Rien que la vérité, Entrez… sans frapper, Pièces à conviction i C'est arrivé un jour. De setembre de 1984 a juny de 1986 va presentar a FR3 Au nom de l'amour, que permet als participants trobar antics amors. Per raons d'edat passà a la producció, encara que presenta a TF1 Télématin i Matin Bonheur a Antenne 2. Quan es va privatitzar la cadena va crear la primera teletenda Le Magazine de l'objet, que el 1988 es transformà en Téléshopping, que va dirigir fins 1994. El 1997 fou condemnat per publicitat enganyosa a una multa de 50.000 francs amb relació a la venda d'una crema per aprimar. El 1998 va fundar també LTA, primera cadena consagrada a teletenda.
També es va donar a conèixer com a « narrador d'històries » insòlites fins aleshores a les emissions radiofòniques. Es va associar amb altres periodistes o escriptors com Marie-Thérèse Cuny i va publicar una quarantena de reculls de narracions: C’est arrivé un jour, Suspens, L'Année criminelle, Les Amants diaboliques, Les Dossiers d'Interpol, Histoires vraies, etc. De 1992 a 2013 fou un dels encarregats de l'emissió de Les Grosses Têtes de Philippe Bouvard a RTL, a TF1 (de 1992 a 1997) i a Paris Première. En setembre de 2009 va tornar al seu paper de narrador a RTL en una emissió dominical de les seves «histoires extraordinaires».

## Programes

### Televisió
- 1954 - 1961 : Télé Match (RTF Télévision)
- 1960 - 1966 : La tête et les jambes, (RTF Télévision) (Première chaîne de l'ORTF)
- 1962 - 1964 : Le Bon Numéro (RTF Télévision, Première chaîne de l'ORTF)
- 1964 - 1966 : Champions (Première chaîne de l'ORTF)
- 1964 - 1971 : La Caméra invisible (RTF Télévision 2), (Deuxième chaîne de l'ORTF)
- 1966 - 1968 : Pas une seconde à perdre (Première chaîne de l'ORTF)
- 1968 - 1970 : Cavalier seul (Première chaîne de l'ORTF)
- 1971 : Rien que la vérité (Première chaîne de l'ORTF)
- 1971 - 1972 : Entrez… sans frapper (Première chaîne de l'ORTF)
- 1975 : Pièces à conviction
- 1975 - 1976 : La Tête et les Jambes (Antenne 2)
- 1979 - 1980 : C'est arrivé un jour (TF1)
- 1980 - 1981 : Les Paris de TF1 (TF1)
- 1981 - 1982 : Vous pouvez compter sur nous (TF1)
- 1982 - 1983 : J'ai un secret[9] (TF1)
- 1984 - 1986 : Au nom de l'amour (FR3)
- 1987 - 1988 : Le Magazine de l'objet (TF1)
- 1988 - 1994 : Téléshopping (TF1)
- 1999 - 2000 : Les Bêtises de M. Pierre (France 3)
- 2005 : Histoires incroyables de Pierre Bellemare; Histoires mystérieuses de Pierre Bellemare (France 3)
- 2008 - 2016 : Les Enquêtes impossibles (NT1)
- 2009 - 2011 : En toutes lettres (France 2, presentat per Julien Courbet) - arbitre del joc
- 2013 : Pierre Bellemare raconte la Seconde Guerre mondiale (Toute l'Histoire)
- 2015 - 2017 : Les Enquêtes impossibles (HD1, després RTL9)

### Ràdio
A Europe 1 :
- 1956 - 1960 : Vous êtes formidable
- 1962 - 1963 : Riche sans le savoir
- 1969 - 1972 : Déjeuner Show
- 1974 - 1978 : '20 millions cash
- 1974 - 1976 : Les Dossiers extraordinaires
- 1977 - 1978 : Les Aventuriers
- 1978 - 1980 : Les Dossiers d'Interpol
- 1978 - 1981 : Le Sisco
- 1980 - 1984 : Histoires vraies
- 1981 - 1982 : Le Tricolore
- 1982 - 1983 : Tous pour un
- 1983 - 1986 : La Grande Corbeille
- 1984 - 1985 : Au nom de l'amour
- 1985 - 1986 : Les assassins sont parmi nous
- 2013 - 2015 : Les Pieds dans le plat

A RTL :
- 1956 - 1958 : La Chose
- 1959 - 1960 : Le Rouge et le Noir
- 1959 - 1960 : Le plus grand bonheur du monde
- 1959 - 1960 : Suspense
- 1992 - 2013 : participe régulièrement à l'émission Les Grosses Têtes
- 2009 - 2010 : Les Incroyables Histoires de Pierre Bellemare

## Obra literària
Contes

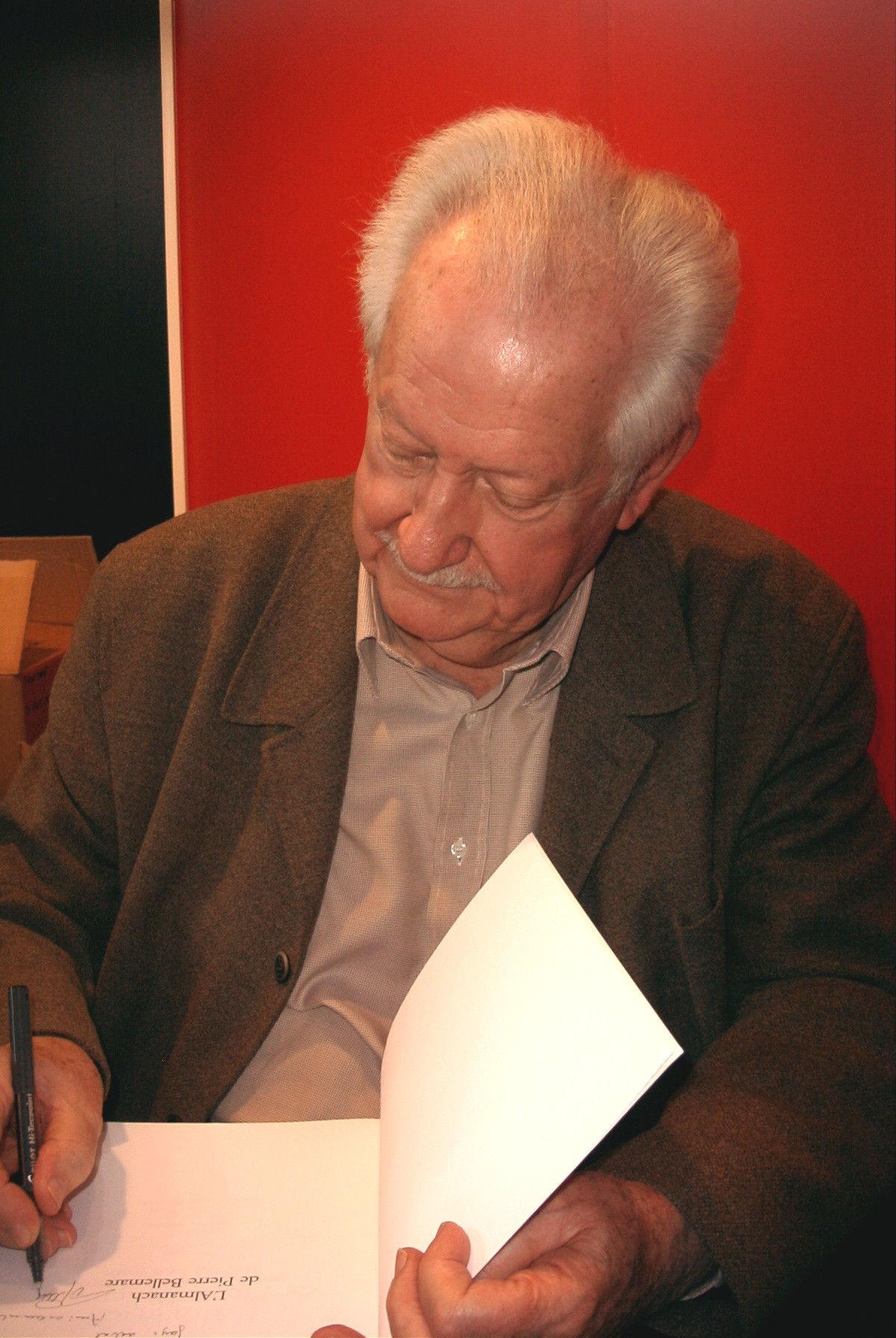
Pierre Bellemare al Saló del Llibre de París 2007.

- La Fourmilière, amb Grégory Frank (Éditions numéro 1, 1987)
- Nul ne sait qui nous sommes, amb Grégory Frank (Albin Michel, 2007)

Poesia
- Histoire d'une petite vallée qui peut-être n'existe plus, amb Jacques Floran (Stock / Éditions numéro 1, 1978)
- Le bonheur est pour demain, souvenirs au long cours (Flammarion, 2011)

Autobiografia
- Ma vie au fil des jours (Flammarion, 2016)

Prefaci
- Jack l'éventreur, le secret de Mary Jane K. de Philippe R. Welté (Alban - 2006)
- André Claveau, ne m'oubliez pas" de Pierre-Yves Paris (ABM Editions - 2014)

Reculls d'històries reals
- Les Dossiers extraordinaires (Fayard, 1976)
- Les Nouveaux dossiers extraordinaires (Fayard, 1977)
- Les Aventuriers, nouvelle série (Fayard, 1978)
- Les Dossiers d'Interpol, vol. 1 (Éditions numéro 1, 1979)
- Les Dossiers d'Interpol, vol. 2 (Éditions numéro 1, 1979)
- C'est arrivé un jour vol.1 (Édition numéro 1, 1980)
- C'est arrivé un jour vol.2 (Édition numéro 1, 1980)
- Histoires vraies, vol. 1 (Éditions numéro 1, 1981)
- Histoires vraies, vol. 2 (Éditions numéro 1, 1982)
- Quand les femmes tuent (Éditions numéro 1, 1983)
- Suspens vol.1 (Éditions numéro 1, 1983)
- Suspens vol. 2 (Éditions numéro 1, 1983)
- Les Grands crimes de l'Histoire (Éditions numéro 1, 1984)
- Dossiers secrets (Éditions numéro 1, 1984)
- Les Tueurs diaboliques (Éditions numéro 1, 1985)
- Au nom de l'amour : 59 histoires de passion (Éditions numéro 1, 1985)
- Les Assassins sont parmi nous (Éditions numéro 1, 1986)
- Marqués par la gloire : 23 destins exceptionnels (Éditions numéro 1, 1986)
- Histoires chocs (Éditions numéro 1, 1987)
- Par tous les moyens : 38 histoires bouleversantes de sauvetages (Éditions numéro 1, 1988)
- Les Crimes passionnels : 50 histoires vraies (TF1 éditions, 1989)
- Nuits d'angoisse : 50 histoires vraies (TF1 éditions, 1990)
- Les Dossiers incroyables (Éditions numéro 1, 1990)
- La Peur derrière la porte (TF1 éditions, 1991)
- Crimes de sang (TF1 éditions, 1991)
- L'Année criminelle : les 80 histoires extraordinaires de l'année (TF1 éditions, 1992)
- L'Année criminelle 2 : les 80 histoires extraordinaires de l'année (TF1 éditions, 1993)
- Instinct mortel : 70 histoires vraies (Albin Michel-TF1 éditions, 1994)
- Les Génies de l'arnaque : 80 chefs-d'œuvre de l'escroquerie (Albin Michel, 1994)
- Instant crucial : les stupéfiants rendez-vous du hasard (Albin Michel, 1996)
- Issue fatale : 75 histoires extraordinaires (Albin Michel, 1996)
- Possession : l'étrange destin des choses (Albin Michel, 1996)
- Le Carrefour des angoisses (Les Aventuriers du XXe siècle, tome 1) : 60 récits où la vie ne tient qu'à un fil (Albin Michel, 1997)
- Ils ont vu l'au-delà (Les Aventuriers du XXe siècle, tome 2) : 60 histoires vraies et pourtant incroyables[10] (Albin Michel, 1997)
- Journées d'enfer (Les Aventuriers du XXe siècle, tome 3) : 60 récits des tréfonds de l'horreur au sommet du sacrifice (Albin Michel, 1998)
- L'Enfant criminel (Albin Michel, 1998) : 40 récits sur les enfants et adolescent criminels dont « Le cas Mary Bell ».
- Les Amants diaboliques : 55 récits passionnément mortels (Albin Michel, 1999)
- L'Empreinte de la bête : 50 histoires où l'animal a le premier rôle (Albin Michel, 2000)
- Survivront-ils ? : 45 suspenses où la vie se joue à pile ou face (Albin Michel, 2001)
- Je me vengerai : 40 rancunes mortelles (Albin Michel, 2001)
- Sans laisser d'adresse : enquête sur des disparitions et des réapparitions extraordinaires (Albin Michel, 2002)
- Destins sur ordonnance : 40 histoires où la médecine va du meilleur au pire (Albin Michel, 2003)
- Crimes dans la soie : 30 histoires de milliardaires assassins (Albin Michel, 2004)
- Les enquêtes impossibles (enquêtes sur des faits divers étranges, 2004)
- Ils ont osé : 40 exploits incroyables (Albin Michel, 2005)
- Complots : quand ils s'entendent pour tuer, avec Jérôme Equer (Albin Michel, 2006)
- Mort ou vif : Les chasses à l'homme les plus extraordinaires, avec Jean-François Nahmias (Albin Michel, 2007)
- 26 dossiers qui défient la raison, avec Gregory Frank (Albin Michel, 2008)
- La Terrible Vérité : 26 grandes énigmes de l'histoire enfin résolues (Albin Michel, 2008)
- Sur le fil du rasoir, avec Jérôme Equer (Albin Michel, 2009)
- Les Dossiers extraordinaires, tome 3 (Calmann-Levy, 2009)
- Avec Jean-François Nahmias, Kidnappings - 25 rendez-vous avec l'angoisse, Albin Michel, Paris, 2010, 379 p., broché, 15,3 x 24 cm ISBN 978-2-226-20613-8
- Incroyable! le tour du monde de l'impossible (Flammarion, 2012)
- Enquête sur 25 trésors fabuleux (Flammarion, 2012), avec Jean-François Nahmias
- Les enquêtes impossibles , "25 crimes presque parfaits" (Flammarion 2013) avec Jérôme Equer
- Les Tueurs diaboliques (Calmann-Levy, 2015)
- Les nouvelles histoires extraordinaires de l'Histoire (First, 2015)
- Trahison (Flammarion, 2015) avec Jean-François Nahmias.
- Curieux objets, étranges histoires (Flammarion, 2016) avec Véronique Le Guen
- Les nouvelles histoires extraordinaires de l'Histoire : Tome 2 (First, 2017)
- Criminelles : le mal au féminin - 36 histoires vraies de femmes tueuses à travers les siècles (First, 2017) avec Jean-François Nahmias

Còmics
- Pierre Bellemare raconte, dessins de Jacky Clech', P&T Production

1. Histoires extraordinaires, 2009 ISBN 978-2-87265-446-8
2. Histoires extraordinaires II : La Vengeance, 2010 ISBN 978-2-87265-490-1

Almanacs
- L'almanach de Pierre Bellemare 2005-2006 (2005)
- L'almanach de Pierre Bellemare 2006-2007 (2006)
- L'almanach de Pierre Bellemare 2007-2008 (Albin Michel, 2007)
- L'almanach de Pierre Bellemare 2010-2011 (Albin Michel, 2009)
- L'almanach de Pierre Bellemare 2016-2017 (Albin Michel, 2015)

Videojocs
- Enigmatika (Answare diffusion, 1984)